# Olesicampe cognata
Olesicampe cognata là một loài tò vò trong họ Ichneumonidae.